# La bataille des Souzdaliens et des Novgorodiens
La bataille des Souzdaliens et des Novgorodiens ou le Miracle de la Mère de Dieu de l'Incarnation ou le Miracle de la Mère de Dieu du Signe est une icône dont le sujet est très populaire en Russie au XVe siècle et XVIe siècle qui est basée sur un évènement historique : le siège de Novgorod en 1170, par l'armée de Souzdal dirigée par le prince Mstislav Andreevitch, le fils d'André Ier Bogolioubski. 

## Sujet historique
Dans les années 1160, le prince André Bogolioubovski crée la Principauté de Vladimir-Souzdal dans le nord-est de la Rus', indépendante du pouvoir de Kiev. Il entreprend des guerres contre les dynasties princières concurrentes et tente de contrôler Novgorod. Il s'efforce aussi de se gagner des alliés au sein même de la ville de Novgorod en y provoquant des conflits sociaux internes. Certains riches de la ville, qui n'étaient pas boyards d'origine, parviennent à figurer ainsi parmi l'élite au pouvoir dont le prince de Vladimir parvient à se gagner les faveurs. Mais ils ne sont pas nombreux. 
L'affrontement de la majorité des citoyens avec le prince de Vladimir-Souzdal fait naître un sentiment d'identité au sein de la population de Novgorod. Celle-ci, après avoir chassé le gouverneur nommé par André Bogolioubski en 1167, prête serment en embrassant l'icône de Notre-Dame du Signe. Deux ans plus tard cette prestation de serment ne paraîtra pas étrangère à la victoire sur les Souzdaliens.   
Au début de l'année 1170, les forces russes des princes de différentes villes rassemblent leurs forces : ceux de Vladimir, Smolensk, Riazan, Mourom, Polotsk sous la conduite du prince de Souzdal, Mstislav Andreevitch fils de André Ier Bogolioubski qui avait dirigé la dévastation de Kiev, et viennent devant les murs de Novgorod assiéger la ville.

## Légende du signe de la Vierge
C'est à Novgorod que prit naissance la légende de l'aide accordée par la Vierge aux Novgorodiens. Elle raconte que pendant le siège de la ville par Mstislav Andreevitch, les habitants prirent l'icône se trouvant, à l'époque, dans l'Église de la Transfiguration-du-Sauveur-sur-Iline et la portèrent sur les murs du Detinets. Selon la légende, la Vierge se tourna vers la ville et les Souzdaliens furent couverts de ténèbres.
Le siège de la ville se termine par la défaite du prince de Vladimir-Souzdal, grâce à un miracle attribué à l'icône de l'Incarnation de la Mère de Dieu.
Juste en face de l'endroit de la bataille, en action de grâce, pour le dixième anniversaire de la bataille, une église est élevée sous le nom d'église de l'Annonciation-à-Arkaji, par Élie, archevêque de Novgorod. 

## Caractéristique de l'icône
L'icône est divisé en trois parties horizontales ou registres. Dans la partie supérieure l'icône est solennellement transportée en procession par l'archevêque Ioann depuis l' Église de la Transfiguration-du-Sauveur-sur-Iline vers le Detinets où la foule l'accueille. Dans la partie centrale les ambassadeurs des parties en présence vont les uns vers les autres pour organiser des pourparlers. Les Souzdaliens envoient par traîtrise des flèches sur l'icône de Notre-Dame du Signe placée sur les murs du kremlin.
Dans la partie inférieure de l'icône on voit les Novgorodiens guidés par saint Georges, les saints Boris et Gleb, Alexandre Nevski et par un archange mettre en fuite les Souzdaliens.
Les lances de ces derniers sont dirigées vers la droite et préfigurent leur fuite imminente. Les visages des soldats placés à l'arrière sont tournés le côté opposé à la citadelle, vers la fuite. De même deux des cavaliers. Des morts et des blessés gisent au sol.
Cette icône est au point de vue politique un avertissement à Moscou. Cette dernière essaye de mettre fin à l'isolationnisme de Novgorod qui affiche son esprit héroïque et sa détermination à être et rester indépendante.
C'est une icône d'une grande élégance mais un peu archaïque par son style. Les couleurs sont joyeuses et donnent plus un air de fête que celui d'un drame. L'ordonnancement méticuleux , la composition symétrique, le raffinement de son exécution rapprochent cette œuvre de celles du XVe siècle.

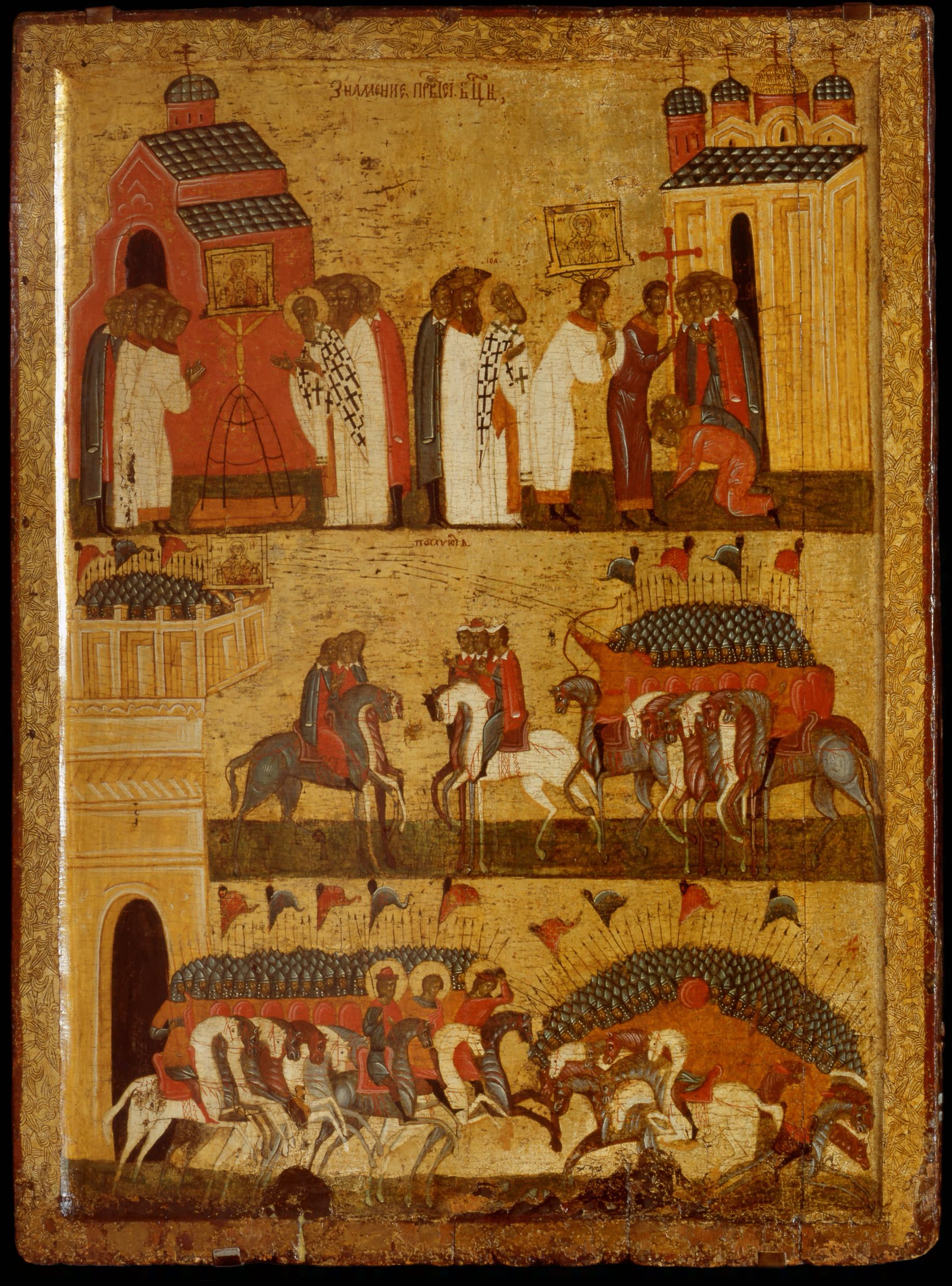
Réplique de l'icône conservée à la Galerie Tretiakov

## Diffusion
Les répliques de cette icône sont innombrables et très populaires surtout au XVe siècle à l'époque de l'apogée de la peinture d'icône à Novgorod. Une de celle-ci est exposée à la Galerie Tretiakov Il en existe encore deux autres dont l'une au Musée russe et l'autre au Musée de Novgorod.